# Liste der Kulturdenkmale in Rückersdorf (Neustadt in Sachsen)
Die Liste der Kulturdenkmale in Rückersdorf enthält die in der amtlichen Denkmalliste des Landesamtes für Denkmalpflege Sachsen ausgewiesenen Kulturdenkmale im Ortsteil Rückersdorf der Stadt Neustadt in Sachsen.

## Legende
- Bild: Bild des Kulturdenkmals, ggf. zusätzlich mit einem Link zu weiteren Fotos des Kulturdenkmals im Medienarchiv Wikimedia Commons. Wenn man auf das Kamerasymbol klickt, können Fotos zu Kulturdenkmalen aus dieser Liste hochgeladen werden:
- Bezeichnung: Denkmalgeschützte Objekte und ggf. Bauwerksname des Kulturdenkmals
- Lage: Straßenname und Hausnummer oder Flurstücknummer des Kulturdenkmals. Die Grundsortierung der Liste erfolgt nach dieser Adresse. Der Link (Karte) führt zu verschiedenen Kartendiensten mit der Position des Kulturdenkmals. Fehlt dieser Link, wurden die Koordinaten noch nicht eingetragen. Sind diese bekannt, können sie über ein Tool mit einer Kartenansicht einfach nachgetragen werden. In dieser Kartenansicht sind Kulturdenkmale ohne Koordinaten mit einem roten bzw. orangen Marker dargestellt und können durch Verschieben auf die richtige Position in der Karte mit Koordinaten versehen werden. Kulturdenkmale ohne Bild sind an einem blauen bzw. roten Marker erkennbar.
- Datierung: Baubeginn, Fertigstellung, Datum der Erstnennung oder grobe zeitliche Einordnung entsprechend des Eintrags in der sächsischen Denkmaldatenbank
- Beschreibung: Kurzcharakteristik des Kulturdenkmals entsprechend des Eintrags in der sächsischen Denkmaldatenbank, ggf. ergänzt durch die dort nur selten veröffentlichten Erfassungstexte oder zusätzliche Informationen
- ID: Vom Landesamt für Denkmalpflege Sachsen vergebene, das Kulturdenkmal eindeutig identifizierende Objekt-Nummer. Der Link führt zum PDF-Denkmaldokument des Landesamtes für Denkmalpflege Sachsen. Bei ehemaligen Kulturdenkmalen können die Objektnummern unbekannt sein und deshalb fehlen bzw. die Links von aus der Datenbank entfernten Objektnummern ins Leere führen. Ein ggf. vorhandenes Icon  führt zu den Angaben des Kulturdenkmals bei Wikidata.

## Rückersdorf
| Bild                                    | Bezeichnung                                       | Lage                      | Datierung                | Beschreibung | ID       |
| --------------------------------------- | ------------------------------------------------- | ------------------------- | ------------------------ | --- | -------- |
| Direkt Bild zu diesem Denkmal hochladen | Vier Grenzsteine                                  |                           |                          | Vier Grenzsteine; Forstgrenzsteine, ortsgeschichtlich von Bedeutung. | 09253900 |
| Direkt Bild zu diesem Denkmal hochladen | Sommerstall                                       | (Karte)                   | um 1900, womöglich älter | heimatgeschichtliche und wissenschaftliche Bedeutung, Seltenheitswert. Auf einer bewachsenen Hufenbegrenzung etwa 1 km östlich des Dorfes Rückersdorf, eine Fläche von ca. 30 m Länge und einigen Metern Breite bebaut mit Granodioritquadern aus einem nahen, Anfang des 20. Jahrhunderts geschlossenen Steinbruch, sorgfältig behauene Öffnungsgewände und Abdeckblöcke. | 09303562 |
|                                         | Wohnstallhaus                                     | Kirchstraße 11 (Karte)    | Ende 19. Jh.             | Obergeschoss Fachwerk, baugeschichtlich von Bedeutung, bildprägend. Fenstergrößen durchgehend erhalten, eine Seite ornamental verschiefert, Erdgeschoss Sandsteingewände, alte Blitzableiter. | 09253953 |
|                                         | Wohnstallhaus                                     | Kirchstraße 39 (Karte)    | 1. Hälfte 19. Jh.        | Obergeschoss Fachwerk verkleidet, baugeschichtlich von Bedeutung. Erdgeschoss verändert, Obergeschoss originale Fenstergrößen. | 09253955 |
|                                         | Wohnstallhaus                                     | Kirchstraße 43 (Karte)    | Mitte 19. Jh.            | Obergeschoss Fachwerk verbrettert, baugeschichtlich von Bedeutung. Erdgeschoss verändert, im Obergeschoss zum Teil originale Fenstergrößen. | 09253954 |
| Weitere Bilder                          | Dorfkirche und Kirchhof                           | Kirchstraße 53 (Karte)    | 1768                     | Kirche mit Kirchhof, Einfriedungsmauer und Kirchhofstor sowie Denkmal für die Gefallenen des Ersten Weltkrieges – Kirche schlichter Putzbau mit Krüppelwalmdach und Dachreiter, baugeschichtlich und ortsgeschichtlich von Bedeutung. Kleine Saalkirche mit geradem Abschluss, Krüppelwalmdach, Rundbogenfenster, Dachreiter mit Haube, Inneres: flache Holzdecke, Kanzelaltar (datiert 1676), umlaufende Emporen und Patronatsloge (ehem. Beichtstuhl) mit biblischen Szenen, Eule-Orgel. Einheitliche Ausstattung aus Holz. Besonderheit: Kanzelengel mit Sanduhr und hölzerner Taufstein, alles 1767/68, seltene Farbigkeit blau/rot/grau. | 09253951 |
|                                         | Denkmal für die Gefallenen des Ersten Weltkrieges | Kirchstraße 53 (Karte)    |                          | Denkmal für die Gefallenen des Ersten Weltkrieges vor der Dorfkirche | 09253951 |
|                                         | Wohnstallhaus eines Bauernhofes                   | Mühlstraße 7 (Karte)      | um 1850                  | Obergeschoss Fachwerk verschiefert, baugeschichtlich von Bedeutung. Fachwerk und Giebel ornamental verschiefert, Erdgeschoss Sandsteingewände. | 09253947 |
|                                         | Wohnstallhaus und Stützmauer                      | Mühlstraße 20 (Karte)     | 2. Hälfte 19. Jh.        | Obergeschoss Fachwerk verbrettert, Giebel verschiefert, baugeschichtlich von Bedeutung. Glasierte Falzziegel, Obergeschoss Fenstergrößen erhalten, Erdgeschoss verändert, Fachwerk und Giebel ornamental verschiefert, teils verbrettert. | 09253949 |
|                                         | Wohnstallhaus, davor Stützmauer                   | Oberdorfstraße 44 (Karte) | um 1870                  | massiver Putzbau, baugeschichtlich von Bedeutung, ortsbildprägend. Giebelständiger, zweigeschossiger Bau mit Drempel (teilweise mit Lünettenöffnungen), Gurtgesimsen und Sandsteingewänden der Öffnungen, großer, aufwändiger Stallteil. | 09253957 |

### Streichungen von der Denkmalliste Rückersdorf
| Bild                                    | Bezeichnung                          | Lage                 | Datierung         | Beschreibung | ID       |
| --------------------------------------- | ------------------------------------ | -------------------- | ----------------- | --- | -------- |
| Direkt Bild zu diesem Denkmal hochladen | Wohnstallhaus mit angebauter Scheune | Mühlstraße 6 (Karte) | 2. Hälfte 19. Jh. | Obergeschoss Fachwerk, baugeschichtlich von Bedeutung. Erdgeschoss Sandsteingewände, Scheune Obergeschoss Fachwerk, verbrettert. | 09253948 |

## Ausführliche Denkmaltexte
1. ↑  Evangelische Pfarrkirche Rückersdorf. Schlichte Saalkirche, E. 15. Jh. Mehrere Umbauten im 16. und 17. Jh., nach Brand 1766 Neubau 1767. Restaurierung 1984. Der Bau mit geradem Schluss, Krüppelwalmdach und verschiefertem Dachreiter, die Fenster rundbogig, an der Ostseite ein spitzbogiges Fenster. Das Innere geprägt durch die bäuerliche Barockausmalung, flachgedeckt, eingeschossige Emporen an drei Seiten. Schlichter, geschnitzter Kanzelaltar, datiert 1676. Tauflesepult aus Holz, bezeichnet 1767. Vergitterte Betstübchen an der Nord- und Südwand, bezeichnet 1768 und 1785. Aus der gleichen Zeit Patronatsloge an der Südwand. Im Orgelprospekt von Johann Gottfried Miersch, 1796, kleine spätromantische Eule-Orgel, 1915. (Dehio Sachsen I, 1996).